# Зеничко-добојски кантон
Зеничко-добојски кантон је кантон у саставу Федерације Босне и Херцеговине. Налази се у централном дијелу Босне и Херцеговине.

## Становништво
Већинско становништво кантона су Бошњаци, док мањи део становништва чине Хрвати и Срби. Бошњаци чине већину и у већем делу општина кантона, док Хрвати чине већину у општинама Жепче и Усора.
|                      | 2013.            | 1991.             |
| Укупно               | 364 433 (100,0%) | 484 398 (100,0%)  |
| Бошњаци              | 299 452 (82,17%) | 280 461 (57,90%)1 |
| Хрвати               | 43 819 (12,02%)  | 90 250 (18,63%)   |
| Срби                 | 5 543 (1,521%)   | 74 155 (15,31%)   |
| Босанци              | 5 303 (1,455%)   | –                 |
| Роми                 | 3 158 (0,867%)   | –                 |
| Неизјашњени          | 2 453 (0,673%)   | –                 |
| Муслимани            | 1 519 (0,417%)   | –                 |
| Босанци и Херцеговци | 1 384 (0,380%)   | –                 |
| Остали               | 822 (0,226%)     | 10 541 (2,176%)   |
| Непознато            | 358 (0,098%)     | –                 |
| Албанци              | 241 (0,066%)     | –                 |
| Југословени          | 121 (0,033%)     | 28 991 (5,985%)   |
| Црногорци            | 97 (0,027%)      | –                 |
| Словенци             | 61 (0,017%)      | –                 |
| Македонци            | 37 (0,010%)      | –                 |
| Турци                | 34 (0,009%)      | –                 |
| Православци          | 18 (0,005%)      | –                 |
| Украјинци            | 13 (0,004%)      | –                 |

1. 1 На пописима од 1971. до 1991. Бошњаци су пописивани углавном као Муслимани.